# Jack Paradise (Les nuits de Montréal)

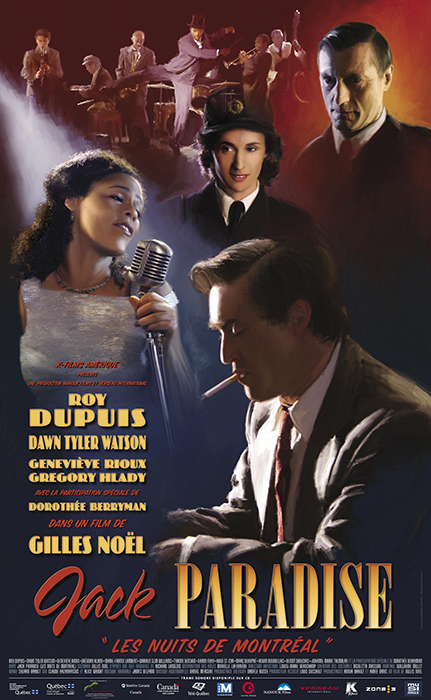
La locandina del film

Jack Paradise (Les nuits de Montréal) è un film del 2004 diretto da Gilles Noël.
Da un'originale idea del pianista Richard Langlois, è un film musicale-drammatico canadese prodotto da Anouk Brault e Aimée Danis e distribuito da K Films.

## Trama
In un club jazz di Montréal quattro amici musicisti evocano l'eccezionale vita del loro amico e collega pianista bianco: Jack Paradise (Roy Dupuis).
Mentre loro chiacchierano e ridono, sullo schermo passano le prime immagini di Jack da giovane, agli inizi della seconda guerra mondiale a Montréal, Jack è appena un ragazzino che sogna di diventare un pianista e si esercita sul davanzale della sua finestra.
Jack eredita l'amore per la musica dalla madre che amava infatti trascorrere lunghe ore al pianoforte intrattenendo dei ritardati mentali nel sobborgo di Sanit-Henry di Montréal. Il padre li aveva abbandonati e Jeanne, sua madre, non versava in buone condizioni di salute.
Jack fin da bambino girava, a tarda sera, per le strade spiando i musicisti nei club notturni, e proprio in una di queste serate incontrò Curly Brown (Dawn Tyler Watson), una giovane ragazzina di colore che segnerà la sua vita.
Le immagini giungono al presente, Jack è già un adulto e non ha mai abbandonato la sua passione per la musica, anche se lavora per vivere come cameriere al Terminal, un piano bar jazz. Una sera entra nel locale Curly Brown, la ragazzina di colore che aveva conosciuto da giovane. Ovviamente Jack la riconosce, ma solo quando esce nel vicolo dietro il locale e Curly lo segue canticchiando una canzone che lui condivide, si riconoscono e si salutano. Mentre Jack rientra nel locale i musicisti si prendono una pausa e lui ne approfitta per sedersi al piano. Il pianista della band sente suonare Jack e ritiene incredibile che quella musica deliziosa sia suonata da un bianco, rientrato nel locale, però, si accomoda vicino a lui e suonano insieme. Ma il padrone del locale non vuole che Jack si esibisca perché il pubblico è abituato a vedere la musica jazz eseguita da artisti di colore; così Jack riprende in mano il vassoio tra gli applausi degli spettatori e riprende il suo lavoro di cameriere.
Jack però non si arrende all'idea di guardare i musicisti dal bancone del bar, e insistendo convince il padrone del locale a lasciarlo fare tanto che in una serata in cui si esibisce, ritrova un'altra sua vecchia amica con la quale trascorre una focosa notte di passione.
Il rapporto tra Curly e Jack rimane d'amicizia fino a che una sera Curly entra nel locale con un abito rosso, molto sexy e si avvicina a Jack mentre sta suonando il piano e gli chiede di poter cantare dato che è il suo compleanno e Jack la accontenta. Lo spettacolo piace a tutti, così che Curly e Jack iniziano ad esibirsi insieme.
In una delle serate di Jack, entra nel locale un anziano uomo che deve consegnargli una lettera. Curly si fa consegnare la lettera promettendo che l'avrebbe data a Jack, cosa che fa durante la pausa dello spettacolo. Jack rimane molto commosso dalla lettera, scritta da suo padre, tanto che il resto della serata lo passa a bere.
Curly cerca di convincere Jack a lasciare quel posto e ad emergere per cercare fortuna in posti come New York e Chicago, ma lui non se ne convince. Una sera incontra una giovane donna che lo attrae molto. Jack tenta di sedurla e Gisèle lo ricambia dando il via ad un'unione che li porta fino al matrimonio. Nonostante lui sembri molto innamorato l'unione non è destinata a durare perché l'unica vera ragione di vita per Jack è la musica e ben presto sua moglie, che si ritrova a passare intere serate da sola, si trova a dover fare i conti con questa realtà.
La guerra è finita e Jack è sempre più impegnato a suonare ovunque, portandosi dietro anche la moglie, così che Curly, per gelosia, smetterà di cantare con lui. Jack vive adesso una nuova fase di vita, sono gli anni sessanta e la moglie aspetta un figlio da lui. Jack sente la mancanza di Curly e a volte suona senza nessuna passione. Il padrone del Terminal se ne rende conto e decide di regalargli un nuovo pianoforte, cosa che fa immensamente felice Jack. Curly invece versa nella disperazione e passa il suo tempo drogandosi. Jack cerca di aiutarla e di coinvolgerla nuovamente nella musica, lei sembra lasciarsi convincere e così riprendono a suonare insieme. Riprendono ad avere successo, aiutati anche dalle nuove possibilità offerte dal boom della televisione. Jack però capisce che Curly non ha mai veramente smesso di drogarsi, anzi presto si rende conto che sta peggiorando. Jack non approva e decide di lasciare Curly per tornare dalla sua famiglia, cercando di dedicarsi di più al figlio sordomuto e di riconquistare la moglie.
Una sera però mentre Jack e la moglie sono in intimità, riceve una telefonata da Curly che gli chiede aiuto perché sta male. La moglie tenta disperatamente di trattenerlo ma Jack corre nel cuore della notte per arrivare il più presto possibile a salvare Curly che fortunatamente se la cava. Questo incidente fa capire a Jack quanto in fondo sia sempre legato a Curly, e infatti riprende a frequentarla assiduamente. Jack si allontana definitivamente dalla sua famiglia per rimanere accanto a Curly che sembra essersi rimessa completamente. Ovunque vanno, Jack viene riconosciuto e invitato a suonare, per la gioia di Curly che ha sempre creduto nel loro successo.
Jack scopre che Curly, ha ripreso nuovamente a drogarsi, così decide di allontanarsi da lei e da tutto. Jack rimane vittima anche di un incidente: viene investito da un'auto. Quando si riprende l'unica cosa che cerca è la sua vera passione: suonare il pianoforte. Finché una sera, mentre Jack suona il pianoforte nel locale, avverte una presenza, lascia il palco e si dirige in strada dove, dall'oscurità, tra la neve, appare Curly.
I due si ritrovano ancora una volta, e saliti insieme sul palco si esibiscono, con Jack che alla fine alza in alto la mano di Curly facendo capire che il successo è stato raggiunto insieme.

## Curiosità
- Per la preparazione del suo ruolo nel film, Roy Dupuis ha imparato il preciso movimento delle mani come un vero pianista jazz seguendo James Gelfand, il vero pianista compositore delle musiche del film.
- Durante la serata Jutras del 29 febbraio 2004, Roy Dupuis ha interpretato ancora la parte del personaggio Jack Paradise, fingendo di suonare un pezzo al pianoforte con il solo movimento delle mani, pezzo realmente suonato da James Galfand.